# Bitxac de Timor
El bitxac de Timor (Saxicola gutturalis) és una espècie d'ocell de la família dels muscicàpids (Muscicapidae) Es troba en tres Illes Petites de la Sonda: Semau, Timor i Roti. Habita els boscos subtropicals o tropicals i la sabana. Es troba amenaçat per la pèrdua d'hàbitat, tot i que el seu estat de conservació encara es considera de risc mínim.